# 블루시걸
《블루시걸》은 1994년에 개봉한 대한민국 최초의 성인용 애니메이션 영화이다.
국내 최초의 성인만화란 타이틀 외에도 '서울 정도 600주년 기념 타임캡슐 수장품', '만화의 멀티미디어 시대 개막', '20여 분에 걸친 최첨단 컴퓨터 그래픽' 등의 여러 가지 홍보 전략을 통해 전국에서 45만 명의 관객을 끌어모으는 데 성공하였지만, 관객들로부터 조롱과 외면 일색의 혹평을 받아 당시 논란의 중심에 선 작품이었다. 작품의 수준이 어느 정도로 엉망이었냐면 후에 나왔던 아마게돈이나 헝그리 베스트 5 같은 애니메이션들은 이것과 비교하면 엄청난 대작으로 보일 정도로 처참했다. 적어도 후자의 작품들은 이야기 전개에서 이 작품과 같은 말도 안되는 어처구니 없는 전개는 없다. 차라리 당대에도 잘 알려진 성인만화들을 만화영화로 만드는것이 훨씬 나았을 지경이다.

## 제작 배경
1980년대 중반에 방송사들이 시청료 거부운동과 올림픽에 따라 국산 TV만화영화 제작에 나서기 시작한 이래로, TV애니메이션 제작이 어느정도 활성화되어 떠돌이 까치와 달려라 하니, 아기공룡 둘리, 영심이, 옛날 옛적에, 날아라 슈퍼보드, 머털도사, 흙꼭두장군 등이 높은 인기를 얻으며 성과를 거두었지만, 극장 애니는 1970~80년대 초반 김청기 감독의 르네상스 이후 이렇다 할 작품이 나오지 않았다. 그런 와중에 1989년을 기점으로 공룡시대, 누가 로저 래빗을 모함했나, 환타지아(복원판) 등 미국의 대작들이 흥행에서 실패하면서까지 한국 시장을 노크해 오기 시작하였다. 심지어 1990년 여름엔 일본 극장애니 AKIRA가 <폭풍소년>이란 홍콩 애니로 둔갑해 국내 극장에 버젓이 걸려 관계자들을 경악시키기 시작하였다.
그러나 한국 극장가에 애니메이션 붐이 생긴 건 1991년에 디즈니가 제작한 인어공주가 개봉되어 43만 명의 관객을 모으면서부터였다. 이후 '미녀와 야수', '알라딘', '라이온 킹'의 연속 히트, 그리고 '터미네이터 2'와 '쥬라기 공원'처럼 획기적인 CGI 연출을 내세운 헐리웃 블록버스터의 등장과 그 작품들이 얻은 어마어마한 수익은 영화계 관계자들 뿐만 아니라 정부 관계자들조차 경악하게 만들 수준이었다. 하지만 위와 같이 디즈니를 위시한 미국산 애니들이 무차별 침공하는 한편, 이런 혼란을 틈타 음성적으로 유입된 일본 애니까지 기습하여 우리 애니 시장은 붕괴 위기에 처했다. 그 동안 외래 문화(특히 일본 문화) 유입을 막아 온 정부도 남의 것을 막기보다 우리 문화를 육성해야 한다는 국민들의 심정을 더 이상 외면할 수 없었고, 블루시걸은 이러한 시대 상황 속에서 잉태된 것이다.

## 스토리
일본 도쿄 최대 야쿠자 조직인 '오미카미' 조직원들이 마피아조직인 파발로티 패밀리의 히트맨들에 의해 무자비하게 살해되고 불상 하나를 마피아에게 탈취당한다. 한편 조상 대대로 전래되어 온 비검을 찾아 일본으로 간 하일은 소식을 듣고 마피아들을 찾으러 뉴욕으로 떠난다. 한국에서는 자동차 디자이너인 하일의 애인 채린이 뉴욕에서 개최될 모터쇼 준비로 바쁜 나날을 보내고 있다. 뉴욕에 간 하일은 미국 유학 시절 연인이었던 조슈아에게 도움을 요청하지만 조슈아는 마피아들에게 납치당해 참혹하게 고문을 당한다. 조슈아를 찾아 오기 위해 하일은 조슈아의 오빠인 조이와 함께 마피아의 본거지로 쳐들어 갈 계획을 세운다.

## 성우
- 최민수, 장광 : 하일 역
- 김혜수, 정미숙 : 채린 역
- 엄정화, 강희선 : 조슈아 역
- 조형기 : 조이 역
- 노영국 : 알폰소 역